# 쓰다촌 (오사카부)
쓰다촌(일본어: 津田村)은 일본 오사카부 기타카와치군에 있던 촌이다. 현재 히라카타시의 남동부에 해당한다.

## 역사
- 1889년 4월 1일 - 정촌제 시행에 의해 가타노군 쓰다촌이 성립하였다.
- 1896년 4월 1일 - 군 통합에 의해 기타카와치군이 성립하였다.
- 1940년 11월 5일 - 스가와라촌, 히무로촌과 합병해 쓰다정이 성립하여, 동일 쓰다촌은 폐지되었다.

## 교통

### 철도
- 일본 철도성
  - 가타마치선

현재는 구촌 지역에 서일본 여객철도 가타마치선 후지사카역이 있지만, 당시에는 미개업 상태였다.

### 도로
현재는 구촌역을 제2게이한 도로가 통과하지만, 당시는 미개통.

## 참고문헌
- 가도카와 일본 지명 대사전 27 大阪府